# Subergorgiidae
Subergorgiidae Gray, 1859 è una famiglia di octocoralli dell'ordine Alcyonacea.

## Descrizione
Queste gorgonie si caratterizzano per la presenza di una medulla assiale formata da scleriti parzialmente fusi, separata dallo strato esterno (o cortex) da un anello di canali perimetrali longitudinali.

## Distribuzione e habitat
I generi Annella e Subergorgia hanno un ampio areale Indo-Pacifico, mentre l'unica specie del genere Rosgorgia, Rosgorgia inexspectata, è un endemismo delle acque della penisola antartica.

## Tassonomia
La famiglia comprende i seguenti generi:
- Annella Gray, 1858 (2 specie)
- Rosgorgia Lopez Gonzalez & Gili, 2001 (1 sp.)
- Subergorgia Gray, 1857 (10 spp.)